# Saint-Laure
Saint-Laure – miejscowość i gmina we Francji, w regionie Owernia-Rodan-Alpy, w departamencie Puy-de-Dôme.
Według danych na rok 1990 gminę zamieszkiwało 295 osób, a gęstość zaludnienia wynosiła 43 osoby/km² (wśród 1310 gmin Owernii Saint-Laure plasuje się na 559. miejscu pod względem liczby ludności, natomiast pod względem powierzchni na miejscu 927.).